# Volvo Ocean Race 2008–2009
Das Volvo Ocean Race 2008–2009 wurde vom 4. Oktober 2008 bis zum 27. Juni 2009 mit Booten des Types Volvo Open 70 ausgetragen. Nach 10 Etappen rund um die Erde siegte das Team Ericsson 4.

## Teilnehmer
| Team & Bootsname                                      | Segelnr. | Flagge                     | Design                 | Konstrukteur                           | Skipper                                                    |
| ----------------------------------------------------- | -------- | -------------------------- | ---------------------- | -------------------------------------- | ---------------------------------------------------------- |
| Ericsson Racing Team Ericsson 3 – Nordische Crew      | SWE 3    | Schweden                   | Juan Kouyoumdjian      | Killian Bushe                          | Magnus Olsson (Etappen 4–10) Anders Lewander (Etappen 1–3) |
| Ericsson Racing Team Ericsson 4 – Internationale Crew | SWE 4    | Schweden                   | Juan Kouyoumdjian      | Killian Bushe                          | Torben Grael                                               |
| Green Dragon Racing Team Green Dragon                 | IRL 888  | Irland Volksrepublik China | Reichel/Pugh           | McConaghy Boats                        | Ian Walker                                                 |
| Puma Ocean Racing Team Il Mostro                      | USA 1948 | Vereinigte Staaten         | Botin Carkeek          | Goetz Custom Boats & Customline Yachts | Ken Read                                                   |
| Team Delta Lloyd Black Betty                          | NED 1    | Niederlande                | Juan Kouyoumdjian      | Killian Bushe                          | Roberto Bermudez (Etappen 2–10) Ger O’Rourke (Ettape 1)    |
| Team Russia (Sponsor: WDCS) Kosatka                   | RUS 1    | Russland                   | Humphreys Yacht Design | Green Marine                           | Andreas Hanakamp                                           |
| Telefónica Blue H.R.M. Elena                          | ESP 12   | Spanien                    | Farr Yacht Design      | King Marine                            | Bouwe Bekking                                              |
| Telefónica Black H.R.M. Cristina                      | ESP 11   | Spanien                    | Farr Yacht Design      | Southern Ocean Marine                  | Fernando Echávarri                                         |

## Budgets
Das Budget des Ericsson Racing Teams betrug zusammen 50 Millionen Euro, während Pumas Budget bei etwa 20 Millionen Euro lag. Zum Vergleich: das irisch-chinesische Team, Green Dragon, erhielt 8 Millionen Euro von den irischen Behörden und 4 Millionen Euro von China.

## Gesamtwertung
| Platzierung | Team              | Nation             | Skipper            | Punkte | Bemerkung                                   |
| ----------- | ----------------- | ------------------ | ------------------ | ------ | ------------------------------------------- |
| 1           | Ericsson 4        | Schweden           | Torben Grael       | 114,5  |                                             |
| 2           | Puma Ocean Racing | Vereinigte Staaten | Ken Read           | 105,5  |                                             |
| 3           | Telefonica Blue   | Spanien            | Bouwe Bekking      | 98,0   |                                             |
| 4           | Ericsson 3        | Schweden           | Magnus Olsson      | 78,5   |                                             |
| 5           | Green Dragon Team | Irland             | Ian Walker         | 67,0   |                                             |
| 6           | Telefonica Black  | Spanien            | Fernando Echávarri | 58,0   | verpasste die 5. Etappe wg. Schäden am Boot |
| 7           | Delta Lloyd       | Niederlande        | Ger O’Rourke       | 41,5   | verpasste die 5. Etappe wg. Schäden am Boot |
| 8           | Team Russia       | Russland           | Andreas Hanakamp   | 10,5   | Aufgabe 28. Dezember 2008 (3. Etappe)       |

## Etappen

### Übersicht
| Start               | Etappe               | Ort                                      | Sieger/Erster     |
| ------------------- | -------------------- | ---------------------------------------- | ----------------- |
| 4. Oktober 2008     | Prolog: In-port-race | Alicante (Spanien)                       | Telefonica Blue   |
| 11. Oktober 2008    | Etappe 1             | Zwischenwertung Fernando de Noronha      | Green Dragon Team |
| 11. Oktober 2008    | Etappe 1             | Alicante – Kapstadt                      | Ericsson 4        |
| 15. November 2008   | Etappe 2             | Zwischenwertung Mauritius                | Ericsson 4        |
| 15. November 2008   | Etappe 2             | Kapstadt – Kochi (Indien)                | Ericsson 4        |
| 13. Dezember 2008   | Etappe 3             | Zwischenwertung Pulau Weh (Indonesien)   | Ericsson 4        |
| 13. Dezember 2008   | Etappe 3             | Kochi – Singapur                         | Telefonica Blue   |
|                     | In-port-race         | Singapur                                 | Ericsson 4        |
| 18. Januar 2009     | Etappe 4             | Singapur – Qingdao (China)               | Telefonica Blue   |
|                     | In-port-race         | Qingdao                                  | Ericsson 4        |
| 14. Februar 2009    | Etappe 5             | Zwischenwertung 36° südlicher Breite     | Ericsson 4        |
| 14. Februar 2009    | Etappe 5             | Zwischenwertung Kap Hoorn                | Ericsson 3        |
| 14. Februar 2009    | Etappe 5             | Qingdao – Rio de Janeiro                 | Ericsson 3        |
|                     | In-port-race         | Rio de Janeiro                           | Telefonica Blue   |
| 11. April 2009      | Etappe 6             | Zwischenwertung Fernando de Noronha      | Telefonica Blue   |
| 11. April 2009      | Etappe 6             | Rio de Janeiro – Boston                  | Ericsson 4        |
|                     | In-port-race         | Boston                                   | Telefonica Blue   |
| 16. Mai 2009        | Etappe 7             | Zwischenwertung St. John’s (Neufundland) | Telefonica Blue   |
| 16. Mai 2009        | Etappe 7             | Boston – Galway                          | Ericsson 4        |
|                     | In-port-race         | Galway                                   | Puma Ocean Racing |
| 6. Juni 2009        | Etappe 8             | Galway – Marstrand                       | Ericsson 4        |
| 14. Juni 2009       | Etappe 9             | Marstrand – Stockholm                    | Puma Ocean Racing |
|                     | In-port-race         | Stockholm                                | Telefonica Blue   |
| 25. – 27. Juni 2009 | Etappe 10            | Stockholm – Sankt Petersburg             | Telefonica Black  |

### Etappe 1
Die Yacht Ericsson 4 gewann die erste Etappe von Alicante nach Kapstadt in einer Zeit von 21 tagen, 17 Stunden und 54 Minuten.
Ericsson 4 stellte dabei  einen neuen Segelrekord für Einrumpfboote auf. Sie durchbrach am 29. Oktober 2008 um 18:45 Uhr GMT als erste Yacht die Schallmauer von gesegelten 600 nautischen Meilen innerhalb von 24 Stunden mit einer Segelstrecke von 602,66 Seemeilen (= 1.116,126 Kilometer). Die Durchschnittsgeschwindigkeit der Ericsson 4 betrug demnach bei der Rekordfahrt 25,11 Knoten (= 46,5 Kilometer pro Stunde).

### Etappe 2
Auf der zweiten Etappe, die am 15. November 2008 begann, hatten die Segler auf ihrem Weg nach Indien Gebiete der vermehrten Piraterie vor der Küste Somalias zu meiden. Ericsson 4 gewann die Etappe.

### Etappe 3
Telefonica Blue gewann die dritte Etappe von Kochi in Indien nach Singapur. Puma Ocean Racing erreichten das Etappenziel als Zweite, mit Ericsson 3 und Ericsson 4 auf dem dritten und vierten Platz. Das Rennen verlief äußerst knapp, wobei die ersten vier Boote im Abstand von 20 Minuten das Ziel erreichten.
Nach der dritten Etappe musste das Team Russia aufgeben, da das Team nach dem Ausstieg einiger Sponsoren aufgrund der Finanzkrise keinen
weiteren Sponsor gefunden hatte.

### Etappe 4
Auf der vierten Etappe nach Qingdao wurde die Flotte von einem Sturm mit bis zu 50 Knoten Wind und 14 Meter hohen, steilen Wellen in der Straße von Luzon zwischen der Philippinen-Insel Luzon und Taiwan überrollt. An den Yachten entstanden zum Teil so schwere Schäden, dass Telefonica Black mit gebrochenen Rumpf umkehrten musste, um die Yacht zu retten. Da die Schäden nicht kurzfristig behoben werden konnten, gab das Team später die Etappe auf. Auch Delta Lloyd musste in der Straße von Luzon umdrehen und unter die schützende Küste segeln, um ein gebrochenes Ruder, ein gerissenes Großsegel und eine beschädigte Mastspur zu reparieren. Auch das Team gab die Etappe auf. Green Dragon hatte einen Bruch im vorderen Ringspant, der sich teilweise vom Rumpf gelöst hatte, wodurch dessen Struktur geschwächt war und ein Bruch drohte. Die Ericsson 3 hatte die vierte Etappe unterbrochen, um die beschädigte Yacht in Keelung an der Nordspitze Taiwans zu reparieren. Sie hatte am 11. Februar 2009 das Rennen wieder aufgenommen und war am 14. Februar um 10:01 GMT in Qingdao eingelaufen, um sich vier Punkte für Platz fünf zu sichern. Das bisher auf dem zweiten Platz liegende Team Telefonica Blue hatte freiwillig eine Drei-Punkte-Strafe auf sich genommen, um wie auch beim ausgeschiedenen zweiten Teamboot Telefonica Black in Singapur die Ruder zu ersetzen.

### Etappe 5
Als die Etappe am 14. Februar wieder gestartet wurde, kam die aufgrund der Reparaturarbeiten in Taiwan verspätete Ericsson 3 den startenden Booten entgegen, um die Punkte für die erfolgreich abgeschlossene Etappe 4 zu erhalten. Sie legte für wenige Stunden zur Proviantierung an und folgte anschließend den Wettbewerbern auf die fünfte Etappe. Außerdem löste der vorherige Watch Captain Magnus Olsson, sechsmaliger Teilnehmer am Volvo Ocean Race, den verletzten Anders Lewander als Skipper ab.
In einem sehr engen Rennen passierte Ericsson 4 als erste Yacht das Gate „36° südlicher Breite“ an der Nord-Ost-Spitze Neuseelands, nur 32 Minuten später folgte Ericsson 3. An dritter Stelle liegend, passierte Puma das Gate nur 42 Minuten hinter Ericsson 4. Als erste Yacht die sogenannten „Scoring Gates“ zu passieren bedeutet den halben Punkteertrag eines Etappensiegs.
Ericsson 3 nahm nur Minuten nach dem „Scoring Gate“ einen völlig anderen Kurs Richtung Nordost. Die Yacht versuchte erfolgreich, sich durch einen Kreuzschlag nach Nordost fernab des Feldes auf die Rückseite eines Hochdruckgebietes zu setzen. Die Taktik der Ericsson 3 ging auf, und an Kap Hoorn führte es mit 44 Seemeilen vor Ericsson 4. Es folgten Puma und Green Dragon. Ein Vorstagsbruch auf Telefonica Blue konnte ohne Verlust des Mastes notdürftig repariert werden. Die Yacht fiel vom ersten auf den letzten Platz zurück und war nicht mehr voll belastbar. Während das Feld Kap Hoorn rundete, lag sie 500 Seemeilen zurück.

### Etappe 6
Die Boote erreichten Boston Ende April mit Ericsson 4 als Gewinner der Etappe um 21:05 UTC am 26. April 2009. Ericsson 4 benötigte für die Etappe 15 Tage, 10 Stunden und 31 Minuten.

### Etappe 7
Die verbliebenen sieben Teams benötigten nur 7 Tage für die rund 2.550 Seemeilen von Boston nach Galway. Im Ziel lagen sie nur fünf Stunden und vier Minuten auseinander. Diese schnelle Atlantik-Überquerung hätte fast jedes Team gewinnen können. Mit Glück gewann Ericsson 4, obwohl es als dritte Yacht das Wertungstor (Eistor) passiert hatte.

### Etappe 8
Nach sehr unterschiedlichen Wetterbedingungen mit Starkwind nach dem Start, Strom und Flaute im Ärmelkanal und wechselnden Winden auf der Nordsee war der Zieleinlauf nach 950 Seemeilen in Marstand wieder sehr eng. Ericsson 4 mit Skipper Thorben Grael siegte mit nur 8 Minuten Vorsprung und Puma schaffte es, die lange vorn liegende irische Green Dragon um eine Minute im Ziel abzufangen. Skipper Ked Read mit Puma hatte damit alle Chancen auf den zweiten Platz im Gesamtklassement.

### Etappe 9
Die kurze Sprint-Etappe von Marstrand nach Stockholm war überschattet durch den spektakulären Unfall der spanischen Yacht von Skipper Bouwe Bekking Telefonica Blue, die alle Chancen auf den zweiten Platz im Gesamtklassement verlor. Kurz nach dem Start hatte die Yacht mit einer Geschwindigkeit von 16 Knoten einen in den Seekarten eingezeichneten Unterwasserfelsen gerammt. Bouwe Bekking: „Es ist eindeutig unser eigener Fehler. Wir dachten, wir wären in Lee des Felsens.“ Der Aufprall war so stark, dass das gesamte Heck aus dem Wasser kam. Telefonica Blue musste die Etappe unterbrechen, konnte den Schaden am Kiel aber rechtzeitig zu dem In-port-race in Stockholm reparieren. Der Zieleinlauf in Stockholm war wieder sehr eng: Nach 525 Seemeilen lieferten sich Ericsson 3 und Puma ein Wenden-Duell im Schwachwind. Die Schweden wurden mit drei Bootslängen von Puma geschlagen und vergaben den möglichen Heimsieg. Ericsson 4 wurde vorzeitig Gesamtsieger aufgrund des großen Punktevorsprungs, was alle verbliebenen Konkurrenten fair anerkannten.

### Etappe 10
Die spanische Telefonica Black gewann mit Skipper Fernando Echávarri überraschend und hauchdünn mit zweieinhalb Bootslängen vor der lange führenden Puma, die ein Wende-Duell kurz vor dem Ziel der letzten Sprint-Etappe verpatzte.